# 질리언 로즈 리드
질리언 로즈 리드(Jillian Rose Reed, 1991년 12월 20일 ~ )는 미국의 배우이다.